# Mandalay Bay Resort and Casino
Il Mandalay Bay Resort and Casino è un famoso hotel di lusso di 43 piani dotato di casinò al suo interno situato sulla famosa Las Vegas Strip a Las Vegas in Nevada (USA). L'edificio (così come il vicino Delano) è di proprietà della MGM Mirage del defunto multimiliardario Kirk Kerkorian. 5 piani (dal 35 al 39) sono però concessi in uso alla Four Seasons Hotel Las Vegas.

## Struttura

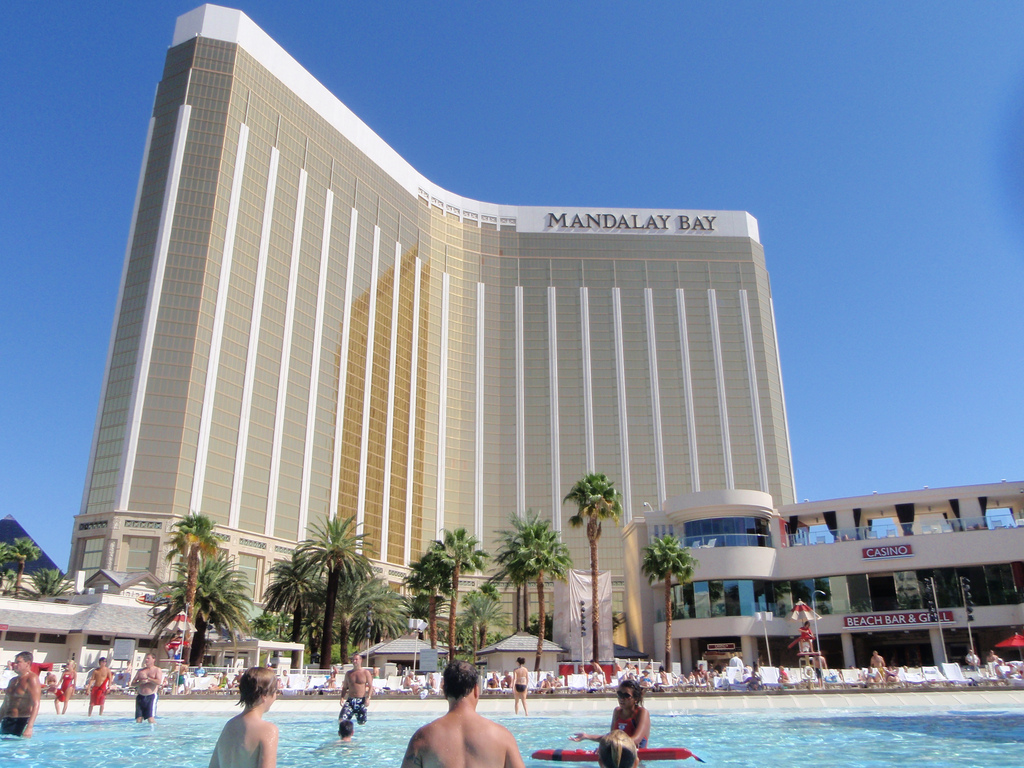
Vista dalla piscina

Il resort Mandalay Bay è l'ottavo albergo più grande del mondo, è dotato di 3.309 camere per ospitare i clienti, dispone di 24 ascensori ed è dotato di un casinò che si estende su una superficie di 135.000 piedi² (12.500 m²).
Accanto a questa struttura si può trovare il Mandalay Bay Convention Center, una struttura con più di un milione di piedi² (93.000 m²)  che ospita spesso convention, esposizioni, concerti e avvenimenti sportivi come incontri di pugilato, lotta libera e arti marziali. Ha ospitato anche il celebre spettacolo Mamma Mia!.
Il tema portante di questa struttura (molti resort di Las Vegas hanno una tematica che fa da sfondo alle decorazioni) è l'antico Egitto.
Il 23 agosto 2010 l'hotel ha ospitato la 59ª edizione del concorso di bellezza Miss Universo, vinta dalla messicana Ximena Navarrete.
L'hotel è dotato di 24 ristoranti i quali sono gestiti dai maggiori chef a livello internazionale come Michael Mina, Rick Moonen, Hubert Keller, Wolfgang Puck, Susan Feniger.

## Storia
Il 31 dicembre 1996, l'hotel Hacienda venne demolito per far posto al Mandalay Bay. La costruzione incontrò notevoli problemi a causa del dislivello del terreno, l'albergo venne comunque aperto il 2 marzo 1999, all'inaugurazione presero parte star del calibro di Dan Aykroyd, Jim Belushi e John Goodman e una parata di Harley Davidson.
Nel gennaio 2003 venne inaugurato il centro congressi adiacente e l'anno successivo venne aperto il THEhotel at Mandalay Bay contenente più di 1.000 suite.
Il 1º ottobre 2017, durante il festival country "Route 91 Harvest", si verifica una sparatoria che causa più di cinquanta morti e oltre cinquecento feriti. L'autore, Stephen Paddock, ha sparato sulla folla dalla finestra della stanza al trentaduesimo piano dove alloggiava.